# Etelä-Ukko
Etelä-Ukko är en ö i Finland. Den ligger i sjön Pielavesi och i kommunen Pielavesi i den ekonomiska regionen  Övre Savolax   och landskapet Norra Savolax, i den centrala delen av landet, 400 km norr om huvudstaden Helsingfors. Öns area är 6,1 hektar och dess största längd är 360 meter i nord-sydlig riktning.